# Lophiophora
Lophiophora is een geslacht van vlinders van de familie spinneruilen (Erebidae).

## Soorten
- L. fulminans Bryk, 1915
- L. latefasciata Gaede, 1940
- L. purpurata (Hampson, 1926)